# Jamboree voor Doven
De Jamboree voor Doven oftewel International Deaf Scouts Camp (afgekort IDSC) werd voor het eerst georganiseerd in 2006 door de eerste scoutinggroep voor doven, 191st Dublin Deaf Scout group uit Ierland.
| Nummer  | Jaar | Data                 | Organiserend land | Plaats  | Aantal deelnemende scouts | Deelnemende landen                                                  |
| ------- | ---- | -------------------- | ----------------- | ------- | ------------------------- | ------------------------------------------------------------------- |
| 1e IDSC | 2006 | 31 juli - 9 augustus | Ierland           | Dublin  | 70                        | België, Groot-Brittannië, Ierland, Nederland, Tsjechië, Zwitserland |
| 2e IDSC | 2008 | 21 juli - 30 juli    | Tsjechië          | Žumberk | 60 (6 doof met CI)        | Ierland, Nederland, Tsjechië, Finland, Zwitserland                  |